# UB-13号潜艇
陛下之UB-13号艇是德意志帝国海军于第一次世界大战期间建造的其中一艘UB-I型近岸作战潜艇或称U艇。它由不来梅的威悉船厂承建，自1914年11月7日开始铺设龙骨。其全长略小于28米，水面及水下排水量分别为127吨和141吨，艇载武器除两具450毫米的艇艏鱼雷发射管外，还有一挺安装在甲板上的机枪。完工后的艇体被拆解成若干部分并通过铁路运输至安特卫普进行重新组装。它于1915年3月下水并以UB-13号之名交付使用。
UB-13号的整个服役生涯都是在佛兰德区舰队度过的，期间共击沉11艘船舶，其中近半数为英国渔船。1916年3月，该艇致使荷兰远洋邮轮图班蒂亚号沉没，引起了荷兰公众的愤怒。图班蒂亚号成为战争期间沉没的最大中立国船舶，以及被德国U艇击沉的30艘最大船舶之一。1916年4月，UB-13号可能在北海卷入英国人布设的爆破式防潜网后沉没，艇内17名官兵全数阵亡。

## 设计及建造
在第一次世界大战初期，随着德意志帝国陆军沿北海海岸快速推进，比利时佛兰德沿岸的安特卫普、泽布吕赫和奥斯坦德等港口相继落入德国人手中，这大大方便了德军潜艇遣出英吉利海峡的作战行动。然而，帝国海军当时却缺乏适合在佛兰德周边狭窄的浅海中行动的U艇。为此，1914年8月中旬开始设计的“34号工程”催生出了UB-I型潜艇，这是一种可以通过铁路运输发往作战港口并能够迅速组装的小型近岸潜艇。为满足铁路限界的要求，UB-I型的设计需要艇长在28米左右，排水量约125吨，并装备两具鱼雷发射管。UB-13号作为由国家海军办公室委托不来梅威悉船厂建造的首批7艘UB-I型潜艇（UB-9至UB-15号）中的一部分，于1914年10月15日订购，此时距离该艇型的设计启动尚不足两个月。
UB-13号自1914年11月7日开始铺设龙骨。竣工时，UB-13号的全长为27.88米，舷宽3.15米，有3.03米的吃水深度。它搭载有一台功率为44千瓦特（59匹軸馬力）的科尔庭四缸四冲程柴油发动机用于水面运行，以及一台89千瓦特（119匹軸馬力）的西门子-舒克特电动发电机用于水下航行；两者都与一副单螺旋桨轴相连，可分别提供最高7.45節（13.80每小時）的水面航速和最高6.24節（11.56每小時）的水下航速。在更匀速的状态下，它可以连续在水面航行1,500海里（2,800）而无需加油，或连续在水下航行45海里（83）而无需充电。与同型的所有姊妹艇一样，UB-13号的潜航深度为50米，可以在33秒内完全潜入水中。
在武器装备方面，UB-13号内置有两具450毫米的艇艏鱼雷发射管，可装载2枚C/03型鱼雷，舰桥前部的甲板上则设有一挺可拆卸的8毫米机枪。其标准船员编制为1名军官加13名水兵。
在威悉船厂的建造完成后，UB-13号已准备好用于铁路运输。铁运的过程包括将潜艇拆解成一个实质上的散装套件。每艘艇被分成大约15块，其中艇体分解为三部分装在平板车上，舰桥、蓄电池和上层建筑中的相关设备装入另外五节车厢中。1915年2月，UB-13号的部件被运到安特卫普的霍博肯进行组装，通常需要耗时两至三周。当至3月8日完成组装并下水后，该艇再被装入浮箱由两艘驳船拖曳，用时五天半沿斯海尔德河西下、并穿过根特－布鲁日运河送抵泽布吕赫的作战港口进行海试。

## 服役初期

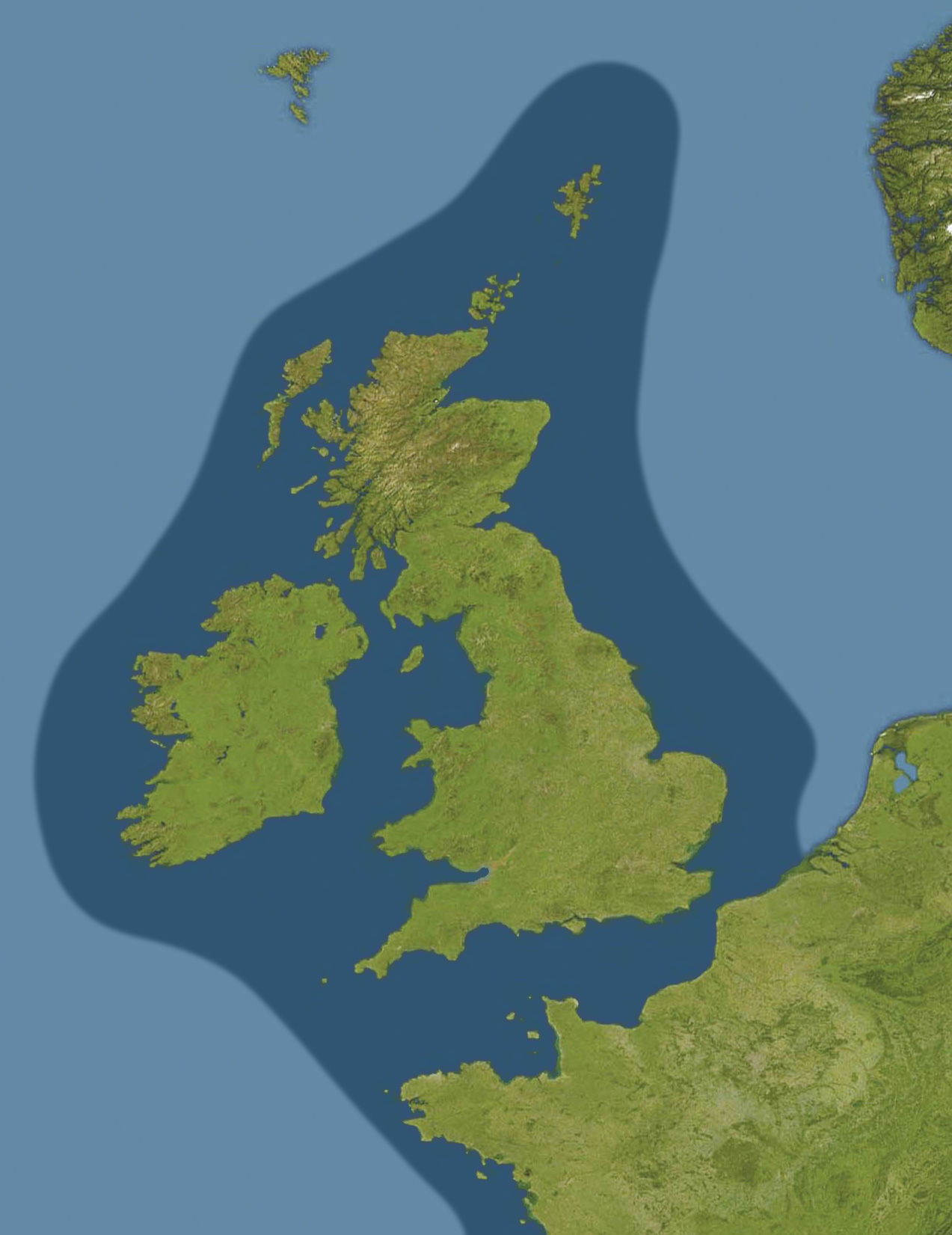
在潜艇战役中的德国战区

1915年4月6日，UB-13号在首次担任U艇艇长、时年29岁的海军中尉瓦尔特·古斯塔夫·贝克尔的指挥下正式入役。4月26日，该艇加入了稍早前于3月29日组建的佛兰德区舰队。当UB-13号入列时，德国正处于自2月发动的第一轮潜艇攻势之中。在这场战役期间，所有出现在德国划定的战区内的敌方舰船都将被击沉，该战区涵括了英国周边的所有水域（含英吉利海峡）。中立国的船舶则不得受到攻击，除非它们确实能被认出是悬挂假旗航行的敌对船舶。
1915年6月，佛兰德区舰队的潜艇共击沉容积逾14000总吨的商船，而UB-13号的首个受害者达尔西号（Dulcie）便几乎占了总数的七分之一。这艘注册总吨位为2033吨的英国煤船于6月19日从邓斯顿前往勒阿弗尔，行至奧德堡以东约6海里（11）处遭贝克尔发射鱼雷击沉。达尔西号上有1人在袭击中丧生。它也是UB-13号在6月击沉的唯一一艘船。
7月27－28日，贝克尔率UB-13号在距洛斯托夫特以东15至30海里（28至56）的海域巡逻时，击沉了三艘英国渔船。这四艘传统上使用赭红色风帆的平底渔船全数是被UB-13号的官兵截停、登船并使用炸药凿沉。
在德国U艇于1915年5月击沉冠达邮轮卢西塔尼亚号、以及8月（阿拉伯号事件）和9月发生的其他轰动性沉船事件后，当时仍然中立的美国政府要求保证美国人在非武装商船上的人身安全。作为回应，时任海军总参谋长的亨宁·冯·霍尔岑多夫上将于9月18日暂停了无限制潜艇战。霍尔岑多夫指示所有U艇撤离英吉利海峡和凯尔特海，并要求所有在北海的潜艇活动都必须严格遵照《捕获法则》进行。1916年2月20日，在1915年12月接替贝克尔的海军中尉卡尔·诺伊曼的指挥下，UB-13号缴获了一艘名为戴维·玛丽号（David Marie）的比利时渔船，并将其作为战利品保留下来。没有报道给出戴维·玛丽号被扣押或其最终处置的更多细节，但其他被缴作战利品的佛兰德船舶一般都会由押解船员带回泽布吕赫。

## 第二轮潜艇攻势
至1916年初，英国对德国的封锁开始对德国及其进口贸易产生影响。皇家海军拦截并缴获的运往德国的货物数量超过了德国U艇在第一轮潜艇攻势中击沉的货物数量。为此，德意志帝国海军于2月29日开始对商船发动第二轮攻势。海军参谋本部所批准的最终基本规则是：在德国划定战区内的所有敌对舰船都将在不予警告的情况下被摧毁，战区外的敌船只有在武装的情况下才会被摧毁；并且为了避免激怒美国——无论是否身处战区，都不得攻击敌方客轮。第二轮攻势开始的第二天，诺伊曼率UB-13号在洛斯托夫特东北又击沉了四艘平底渔船。这四艘船全数以与去年7月被击沉的三艘船相同的方式遭登船和凿沉。不久之后，诺伊曼于3月初调任UB-2号，其UB-13号的艇长职务由此前曾指挥UB-17号为期一个月的海军中尉阿图尔·梅茨所接替。

### 击沉图班蒂亚号

荷兰艺术家皮特·范德赫姆创作的社论漫画对击沉图班蒂亚号表示谴责

3月16日凌晨2:30后不久，UB-13号发射的一枚鱼雷击中了停泊在距离荷兰海岸约50海里（93）的诺德辛德灯船附近、来自中立国荷兰的远洋邮轮图班蒂亚号的右舷。这艘由荷兰皇家船级社运营的邮轮立即完全启动电源，电灯照亮了两座烟囱之间的船名标识。图班蒂亚号发出的求救信号得到了响应，所有80名乘客和294名船员在船只沉没前被附近的三艘船救起。图班蒂亚号成为战争期间沉没的最大中立国船舶，以及被U艇击沉的30艘最大船舶之一。
德国最初试图将此归咎于英国的水雷或鱼雷，但当有证据表明是他们自己指派的UB-13号的一枚鱼雷击沉了图班蒂亚号时，态度便有所松动。然而，德国人出示了一份伪造的UB-13号航海日志，显示当袭击发生时，它根本不在图班蒂亚号附近。此外，他们还报称UB-13号于3月6日（即图班蒂亚号被击沉的十天前）向一艘英国军舰发射了那枚特定的鱼雷——这是由其前任艇长诺伊曼中尉指挥的。美国驻荷兰公使亨利·范戴克在1917年的《为和平而战》一书中称这种解释“令人惊讶”，并对其进行了嘲讽：
就在图班蒂亚号沉没的十天前，这艘潜艇在北海某处向一艘英国军舰发射了这枚特定鱼雷。它射偏了。但是这枚顽皮的、不守纪律的小鱼雷，用它自己的鱼钩在海里游弋了十天，伺机杀人。然后图班蒂亚号出现了，那枚流浪的鱼雷迅速而固执地撞向了这艘船，把它击沉了。这就是解释。德国不应受到指责。
荷兰公众对他们视作敌对的德国人的行为感到愤怒，这导致德国外交官散布英国即将入侵荷兰的谣言，以转移不必要的注意力。
在所有关于图班蒂亚号沉没的否认和外交争论下，UB-13号仍在继续击沉船只。3月31日，在索思沃尔德附近，梅茨率UB-13号击沉了英国轮船敏捷号（Alacrity）。这艘1080总吨的船舶当时正准备空载驶往锡厄姆港湾，却与14名船员一同沉入大海。十二天后，在肯特诺克海域，UB-13号又击沉了276总吨的丹麦帆船普勒文号（Prøven）。这也是最后一艘被UB-13号击沉的船。

## 结局
1916年4月23日傍晚，UB-13号从泽布吕赫出发前往泰晤士河口巡逻，从此杳无音信。作者德怀特·梅西默在其著作《失踪：第一次世界大战U艇的损失》中报称，4月24日凌晨，英国人于51°33′N 2°45′E / 51.550°N 2.750°E处部署了一个新的爆破式防潜网。他认为，有可能是UB-13号引爆了防潜网上的一些触发雷，也有可能是潜艇在佛兰德海岸附近的众多英国雷区之一触雷。然而，根据作者R·H·吉布森和莫里斯·普伦德加斯特在他们的著作《德国潜艇战，1914－1918年》中的说法，UB-13号于4月24日缠住了英国海军武装漂网船拾海者号（Gleaner of the Sea）的锚缆，并遭到深水炸弹攻击。随后，英国驱逐舰阿夫里迪号对这艘潜艇进行了轰炸性扫荡。无论其沉没的具体原因是什么，UB-13号艇内的17名船员均已全数阵亡。

## 袭击历史摘要
| 日期          | 船名         | 船籍   | 吨位  | 结局       |
| ------------- | ------------ | ------ | ----- | ---------- |
| 1915年6月19日 | 达尔西号     | 英国   | 2033  | 击沉       |
| 1915年7月27日 | 爱西尼号     | 英国   | 57    | 击沉       |
| 1915年7月27日 | 塞拉西亚号   | 英国   | 61    | 击沉       |
| 1915年7月28日 | 年轻的珀西号 | 英国   | 45    | 击沉       |
| 1916年2月20日 | 戴维·玛丽号  | 比利时 | 27    | 缴作战利品 |
| 1916年3月1日  | 哈罗德号     | 英国   | 56    | 击沉       |
| 1916年3月1日  | 信赖号       | 英国   | 54    | 击沉       |
| 1916年3月1日  | 特里沃斯号   | 英国   | 46    | 击沉       |
| 1916年3月1日  | 尝试号       | 英国   | 46    | 击沉       |
| 1916年3月16日 | 图班蒂亚号   | 荷蘭   | 13911 | 击沉       |
| 1916年3月31日 | 敏捷号号     | 英国   | 1080  | 击沉       |
| 1916年4月11日 | 普勒文号     | 丹麦   | 276   | 击沉       |
|               |              | 总计： | 17692 |            |

## 脚注
1. 1 2 3 4 5  Helgason, Guðmundur. . German and Austrian U-boats of World War I - Kaiserliche Marine - Uboat.net.   [2009-02-19].
2. 1 2  Tarrant，第172頁.
3. ↑  Gröner 1991，第22-23頁.
4. ↑  Gardiner，第180頁.
5. 1 2  Helgason, Guðmundur. . German and Austrian U-boats of World War I - Kaiserliche Marine - Uboat.net.   [2009-03-17].
6. 1 2 3  Helgason, Guðmundur. . German and Austrian U-boats of World War I - Kaiserliche Marine - Uboat.net.   [2009-03-17].
7. ↑  Helgason, Guðmundur. . German and Austrian U-boats of World War I - Kaiserliche Marine - Uboat.net.   [2009-03-17].
8. 1 2 3  Miller，第46–47頁.
9. ↑  Karau，第48頁.
10. 1 2 3  陈进，第45頁.
11. ↑  Miller，第458頁.
12. ↑  Williamson，第12頁.
13. 1 2 3  Karau，第49頁.
14. ↑  Rössler，第59–62, 264頁.
15. ↑  Helgason, Guðmundur. . German and Austrian U-boats of World War I - Kaiserliche Marine - Uboat.net.   [2009-03-05].
16. ↑  Tarrant，第14頁.
17. ↑  Tarrant，第148頁.
18. ↑  Helgason, Guðmundur. . German and Austrian U-boats of World War I - Kaiserliche Marine - Uboat.net.   [2009-03-17].
19. 1 2 3 4 5  Helgason, Guðmundur. . German and Austrian U-boats of World War I - Kaiserliche Marine - Uboat.net.   [2009-03-17].
20. ↑  Helgason, Guðmundur. . German and Austrian U-boats of World War I - Kaiserliche Marine - Uboat.net., Helgason, Guðmundur. . German and Austrian U-boats of World War I - Kaiserliche Marine - Uboat.net., Helgason, Guðmundur. . German and Austrian U-boats of World War I - Kaiserliche Marine - Uboat.net.
21. ↑  Penwith District Council. . Penzance: Penwith District Council. 2009  [2009-03-04]. （原始内容存档于2007-05-27）.
22. 1 2  . World War 1 at Sea. 9 January 2009  [2009-03-31]. （原始内容存档于2021-06-12）. The information on the website is extracted from . His Majesty's Stationery Office. 1919.
23. ↑  Tarrant，第21–22頁.
24. 1 2  Helgason, Guðmundur. . German and Austrian U-boats of World War I - Kaiserliche Marine - Uboat.net.   [2022-03-03].
25. ↑  Helgason, Guðmundur. . German and Austrian U-boats of World War I - Kaiserliche Marine - Uboat.net.   [2009-03-17].
26. ↑  Tarrant，第25頁.
27. 1 2  Tarrant，第26頁.
28. ↑  Helgason, Guðmundur. . German and Austrian U-boats of World War I - Kaiserliche Marine - Uboat.net., Helgason, Guðmundur. . German and Austrian U-boats of World War I - Kaiserliche Marine - Uboat.net., Helgason, Guðmundur. . German and Austrian U-boats of World War I - Kaiserliche Marine - Uboat.net., Helgason, Guðmundur. . German and Austrian U-boats of World War I - Kaiserliche Marine - Uboat.net. Retrieved on 2009-03-17.
29. ↑  Helgason, Guðmundur. . German and Austrian U-boats of World War I - Kaiserliche Marine - Uboat.net.   [2009-03-17].
30. 1 2  Van Tuyll van Serooskerken，第159頁.
31. 1 2 3  Pickford，第214頁.
32. ↑  Pickford，第213頁.
33. ↑  Helgason, Guðmundur. . German and Austrian U-boats of World War I - Kaiserliche Marine - Uboat.net.   [2009-03-17].
34. ↑  Helgason, Guðmundur. . German and Austrian U-boats of World War I - Kaiserliche Marine - Uboat.net.   [2009-03-17].
35. ↑  Helgason, Guðmundur. . German and Austrian U-boats of World War I - Kaiserliche Marine - Uboat.net.   [2009-03-17].
36. ↑  Wilson，第432–433頁.
37. 1 2  van Dyke，第430頁.
38. 1 2  Van Tuyll van Serooskerken，第160頁.
39. ↑  Helgason, Guðmundur. . German and Austrian U-boats of World War I - Kaiserliche Marine - Uboat.net.   [2009-03-17].
40. ↑  Helgason, Guðmundur. . German and Austrian U-boats of World War I - Kaiserliche Marine - Uboat.net.   [2009-03-17].
41. ↑  Messimer，第134頁.
42. ↑  Gibson & Prendergast，第91–92頁.